# Gustav Hock
Gustav Hock (* 26. April 1837 in Klagenfurt; † 30. Oktober 1902 ebenda) war Ingenieur und Abgeordneter zum Österreichischen Abgeordnetenhaus.

## Leben

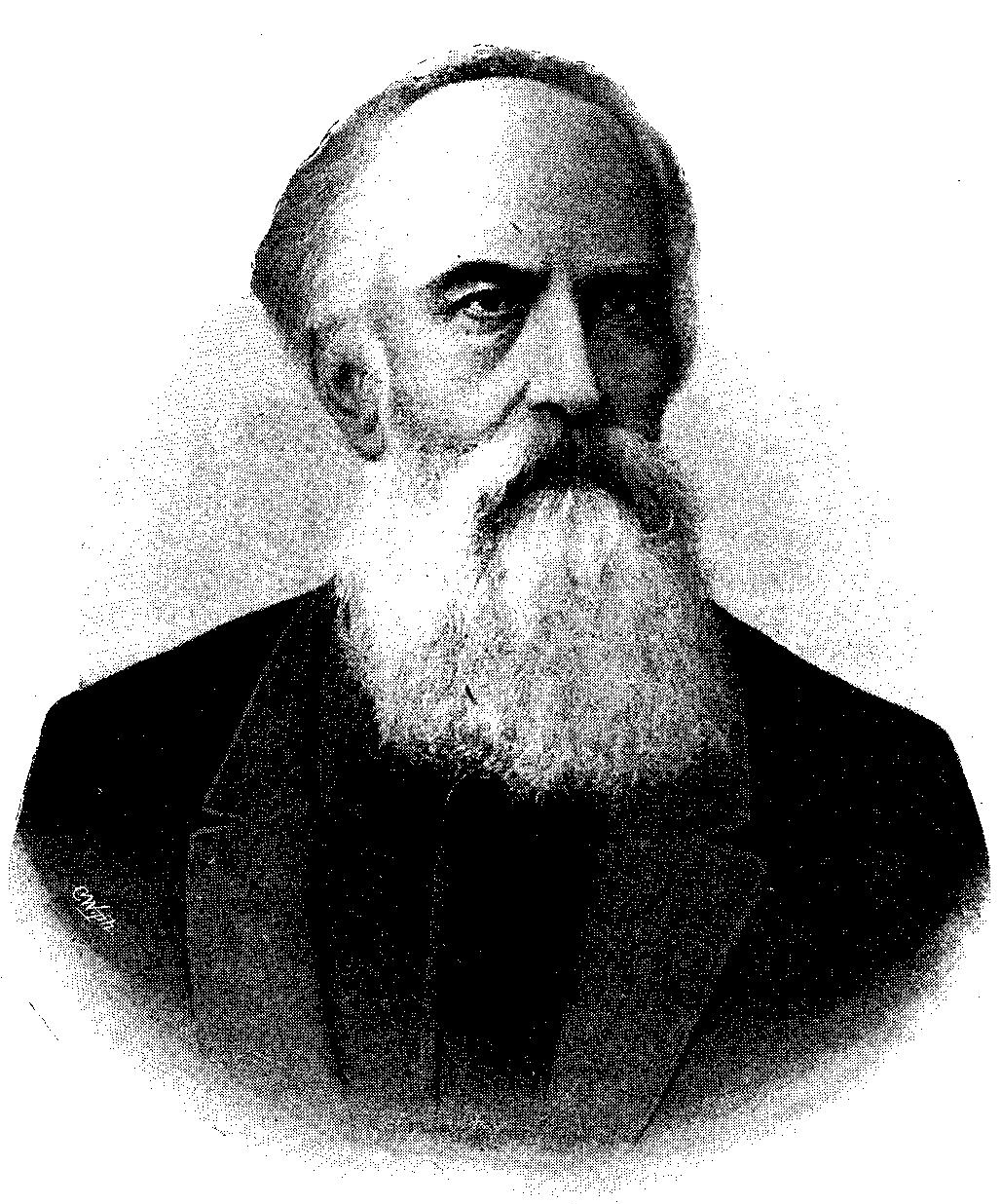
Gustav Hock

Seine Unterschrift

Gustav Hock war Sohn des Arztes Karl Hock († 1881). Er besuchte ein Gymnasium in Klagenfurt und später ein Polytechnikum in Graz. Danach studierte er an der Bergakademie Leoben. Er arbeitete als Ingenieur im Hüttenwerk Eberstein im Bezirk St. Veit. Im Jahr 1872 wurde er als Erbe seiner Großmutter Besitzer des Guts Töltschach in der Gemeinde Maria Saal. Später kaufte und verkaufte er das Gut Kraindorf in der Gemeinde Obermühlbach (heute in der Gemeinde Frauenstein) und ein Gut in Thalsdorf in der Gemeinde St. Georgen am Längsee.
Er war im Jahr 1869 Mitgründer des Glanthaler Demokraten-Vereins und bis 1887 auch dessen Obmann. Im Jahr 1894 war er Gründungsmitglied des Deutschen Volksvereins für Kärnten.
Gustav Hock war römisch-katholisch und ab 1866 verheiratet mit Maria Kassin († 1896), mit der er drei Söhne und eine Tochter hatte. Er war Enkel vom österreichischen Freiheitskämpfer Johann Baptist Türk.

## Politische Funktionen
Von 1867 bis 1878 und von 1880 bis 1902 war Gustav Hock Abgeordneter zum Kärntner Landtag (2., 3., 4., 5., 6., 7. und 8. Wahlperiode). Bis 1877 war er für die Wahlklasse Landgemeinden (Klagenfurt, Feldkirchen, Ferlach), ab 1878 (5. Wahlperiode) für die Wahlklasse Landgemeinden (St. Veit, Friesach, Gurk, Althofen, Eberstein) zuständig. Von 1892 bis 1902 war er auch im Landesausschuss.
Von 1863 bis 1880 war er Gemeinderat von Maria Saal.
Vom 5. Dezember 1882 bis zum 23. April 1885 war er Abgeordneter des Abgeordnetenhauses im Reichsrat (VI. Legislaturperiode), Kronland Kärnten, Kurie Landgemeinden 2, Regionen St. Veit, Friesach, Gurk, Eberstein, Althofen, Wolfsberg, St. Leonhard, St. Paul.
Vom  22. September 1885 bis zum 23. Januar 1891 war er Abgeordneter des Abgeordnetenhauses im Reichsrat (VII. Legislaturperiode), Kronland Kärnten, Kurie Landgemeinden 2, Regionen St. Veit, Friesach, Gurk, Eberstein, Althofen, Wolfsberg, St. Leonhard, St. Paul.

## Klubmitgliedschaften
Gustav Hock war ab 1882 Mitglied bei den Vereinigten Linken, danach ab 1885 beim Deutschen Klub. Ab dem 15. Februar 1887 war er fraktionslos, doch schon ab dem 22. Mai 1887 war er bei der Deutsch-nationalen Vereinigung.

## Würdigung
„Für den bergmännischen Beruf bestimmt, genoß er seine Ausbildung an der Bergakademie in Leoben, als ihm sein Onkel das landtäfliche Gut Töltschach am Zollfelde testirte. Nun wurde Hock Landwirth. Auf Studienreisen in Deutschland suchte er Anregung zu Betriebsverbesserungen und kam mit vielen neuen Ideen heim; u. A. ergriff er 1865 die Initiative zur Gründung der Ackerbauschule der k. k. Landwirthschaftsgesellschaft, einer der ersten dieser Art in Oesterreich. Dem Centralausschusse gehörte er schon vom Jahre 1865 an und blieb dessen hervorragend thätiges Mitglied bis zu seiner Wahl in den Landesausschuß, 1896, von welcher Zeit an er denselben ständig bei der Gesellschaft bis an sein Ende vertrat. Er war insbesondere unerschöpflich in Vorschlägen betreffend die Ausgestaltung der gesellschaftlichen Einrichtungen und der Ackerbau- und der Meiereischule, als deren Inspector er fungirte. Nachdem sein Plan der Errichtung eines Landesculturrathes nicht erreichbar war – das Gesetz wurde nicht sanctionirt – drang er auf die im Jahre 1900 erfolgte durchgreifende Reform der Gesellschaft, die sich vorzüglich bewährt. […] Er regte die Gründung der Landes-Hypotheken-, der Landes-Brandschaden- und der Viehversicherungsanstalt, sowie die Förderung der Raiffeisencassen an und nahm an deren Entwicklung regen Antheil. Auch die Glanthalentsumpfung und die Erbauung der Gurkthalbahn brachte er in Anregung. Absolut uneigennützig, gerade und wahr, erfreute er sich der Achtung und Freundschaft aller Gutgesinnten. Das Land Kärnten verliert an dem Verewigten einen seiner besten Patrioten, dessen Andenken es jederzeit hochhalten wird.“